# Hadjer-Lamis
Hadjer-Lamis ist eine Provinz des Tschad und umfasst den nördlichen Teil der vormaligen Präfektur Chari-Baguirmi. Ihre Hauptstadt ist Massakory. Der Bevölkerungsstand lag 2009 bei 566.858.

## Geographie
Hadjer-Lamis liegt im Westen des Landes und grenzt an Kamerun.
Weitere Städte neben Massakory sind Massaguet, Bokoro und Ngama.

### Untergliederung
Hadjer-Lamis ist in drei Départements unterteilt:
| Département    | Hauptort  | Unterpräfekturen                |
| -------------- | --------- | ------------------------------- |
| Dababa         | Bokoro    | Bokoro, Gama, Moïto             |
| Dagana         | Massakory | Karal, Massakory, Tourba        |
| Haraze al Biar | Massaguet | Mani, Massaguet, N’Djamena Fara |